# Fenton (Michigan)
Fenton – miasto w Stanach Zjednoczonych, w stanie Michigan, na Półwyspie Dolnym, w regionie południowo-wschodnim (Southeast) w hrabstwie Genesee, choć niewielkie części leżą także w sąsiednich hrabstwach Oakland i Livingston. 
Miasto leży w odległości około 65 km na wschód od stolicy stanu Lansing. W 2010 r. miasto zamieszkiwało 11 756 osób, a w przeciągu dziesięciu lat liczba ludności zwiększyła się o 10,8%. Klimat Fenton w klasyfikacji klimatów Köppena należy do klimatów kontynentalnych z ciepłym latem (Dfb)